# Cascade Lake (Antarktika)
Der Cascade Lake ist ein 1,5 km langer und 0,25 km breiter See im ostantarktischen Kempland. Er liegt 2,4 km östlich des Kemp Peak.
Das Antarctic Names Committee of Australia benannte ihn 1992 deskriptiv. Namensgebend sind die imposanten Kaskaden, über die der See an seinem nördlichen Ende in den Stillwell Lake abfließt.